# Pływanie na Letnich Igrzyskach Olimpijskich 2016 – 4 × 200 m stylem dowolnym kobiet
4 × 200 m stylem dowolnym – jedna z konkurencji pływackich, które odbyły się podczas XXXI Igrzysk Olimpijskich w Rio de Janeiro. Eliminacje i finał odbyły się 10 sierpnia.
Tytułu mistrzyń olimpijskich z Londynu broniła reprezentacja Stanów Zjednoczonych.

## Terminarz
Wszystkie godziny podane są w czasie brazylijskim (UTC-03:00) oraz polskim (CEST).
| Data             | Godzina rozpoczęcia | Godzina rozpoczęcia |            |
| Data             | UTC-03:00           | CEST                |            |
| ---------------- | ------------------- | ------------------- | ---------- |
| 10 sierpnia 2016 | 14:31               | 19:31               | Eliminacje |
| 10 sierpnia 2016 | 23:55               | 4:55                | Finał      |

## Rekordy
Przed zawodami rekord świata i rekord olimpijski wyglądały następująco:
| Rekord            | Reprezentacja | Czas    | Miejsce | Data            |
| ----------------- | --- | ------- | ------- | --------------- |
| Rekord świata     | Chiny · Yang Yu (1:55,47) · Zhu Qianwei (1:55,79) · Liu Jing (1:56,09) · Pang Jiaying (1:54,73)                                | 7:42,08 | Rzym    | 30 lipca 2009   |
| Rekord olimpijski | Stany Zjednoczone · Missy Franklin (1:55,96) · Dana Vollmer (1:56,02) · Shannon Vreeland (1:56,85) · Allison Schmitt (1:54,09) | 7:42,92 | Londyn  | 1 sierpnia 2012 |

## Wyniki

### Eliminacje
| Miejsce | Wyścig | Tor | Państwo           | Zawodniczka | Czas    | Uwagi |
| ------- | ------ | --- | ----------------- | --- | ------- | ----- |
| 1.      | 2      | 4   | Stany Zjednoczone | Allison Schmitt (1:55,95) Missy Franklin (1:57,03) Melanie Margalis (1:57,04) Cierra Runge (1:57,75)                     | 7:47,77 | Q     |
| 2.      | 1      | 3   | Australia         | Leah Neale (1:57,06) Bronte Barratt (1:56,85) Tamsin Cook (1:57,35) Jessica Ashwood (1:57,98)                            | 7:49,24 | Q     |
| 3.      | 2      | 5   | Chiny             | Ai Yanhan (1:57,20) Zhang Yuhan (1:56,38) Dong Jie (1:57,45) Wang Shijia (1:58,55)                                       | 7:49,58 | Q     |
| 4.      | 1      | 2   | Rosja             | Wiktorija Andriejewa (1:57,82) Arina Opionyszewa (1:57,67) Darja Mułłakajewa (1:57,85) Wieronika Popowa (1:57,18)        | 7:50,52 | Q     |
| 5.      | 2      | 8   | Węgry             | Evelyn Verrasztó (1:58,81) Ajna Késely (1:58,93) Boglárka Kapás (1:57,77) Katinka Hosszú (1:55,66)                       | 7:51,17 | Q     |
| 6.      | 1      | 7   | Kanada            | Katerine Savard (1:57,96) Taylor Ruck (1:56,25) Emily Overholt (1:58,29) Kennedy Goss (1:59,49)                          | 7:51,99 | Q     |
| 7.      | 1      | 6   | Japonia           | Chihiro Igarashi (1:57,18) · Rikako Ikee (1:57,71) · Tomomi Aoki (1:57,39) · Sachi Mochida (2:00,22)                     | 7:52,50 | Q     |
| 8.      | 1      | 5   | Szwecja           | Louise Hansson (2:00,07) Michelle Coleman (1:56,93) Ida Marko-Varga (1:59,27) Sarah Sjöström (1:57,16)                   | 7:53,43 | Q     |
| 9.      | 2      | 3   | Wielka Brytania   | Siobhan-Marie O’Connor (1:57,47) Georgia Coates (1:58,59) Hannah Miley (1:58,66) Camilla Hattersley (1:59,45)            | 7:54,17 |       |
| 10.     | 2      | 2   | Francja           | Coralie Balmy (1:57,38) Chloe Hache (2:01,52) Charlotte Bonnet (1:58,15) Margaux Fabre (1:58,50)                         | 7:55,55 |       |
| 11.     | 2      | 7   | Brazylia          | Manuella Lyrio (1:58,39) Jéssica Cavalheiro (1:59,05) Gabrielle Roncatto (2:00,09) Larissa Oliveira (1:58,15)            | 7:55,68 | SA    |
| 12.     | 2      | 1   | Niemcy            | Annika Bruhn (1:59,28) Leonie Kullmann (1:59,04) Paulina Schmiedel (2:01,24) Sarah Köhler (1:57,18)                      | 7:56,74 |       |
| 13.     | 1      | 4   | Włochy            | Alice Mizzau (1:59,74) Martina de Memme (2:00,54) Chiara Masini Lucetti (2:00,98) Federica Pellegrini (1:56,48)          | 7:57,74 |       |
| 14.     | 1      | 1   | Holandia          | Marrit Steenbergen (2:00,80) Esmee Vermeulen (1:59,07) Andrea Kneppers (1:59,86) Robin Neumann (1:59,01)                 | 7:58,74 |       |
| 15.     | 1      | 8   | Słowenia          | Janja Segel (1:59,81) Anja Klinar (2:00,74) Tjasa Pintar (1:59,25) Tjaša Oder (1:48,69)                                  | 8:02,22 |       |
| 16.     | 2      | 6   | Hiszpania         | Melania Costa Schmid (2:00,02) Patricia Castro Ortega (1:59,91) Fátima Gallardo (2:00,02) Africa Zamorano Sanz (2:03,79) | 8:03,74 |       |

Legenda: SA – rekord Ameryki Południowej, NR – rekord kraju

### Finał
| Miejsce | Tor | Państwo           | Zawodniczka | Czas    | Uwagi |
| ------- | --- | ----------------- | --- | ------- | ----- |
| 1 !     | 5   | Stany Zjednoczone | Allison Schmitt (1:56,21) Leah Smith (1:56,69) Madeline DiRado (1:56,39) Katie Ledecky (1:53,74)               | 7:43,03 |       |
| 2 !     | 4   | Australia         | Leah Neale (1:57,95) Emma McKeon (1:54,64) Bronte Barratt (1:55,81) Tamsin Cook (1:56,47)                      | 7:44,87 |       |
| 3 !     | 7   | Kanada            | Katerine Savard (1:57,91) Taylor Ruck (1:56,18) Brittany MacLean (1:56,36) Penny Oleksiak (1:54,94)            | 7:45,39 | NR    |
| 4.      | 2   | Chiny             | Shen Duo (1:56,30) Ai Yanhan (1:57,79) Dong Jie (1:57,15) Zhang Yuhan (1:56,72)                                | 7:47,96 |       |
| 5.      | 3   | Szwecja           | Michelle Coleman (1:56,20) Ida Marko-Varga (1:59,46) Sarah Sjöström (1:54,88) Louise Hansson (1:59,72)         | 7:50,26 |       |
| 6.      | 8   | Węgry             | Zsuzsanna Jakabos (1:58,90) Ajna Késely (1:58,74) Boglárka Kapás (1:57,65) Katinka Hosszú (1:55,74)            | 7:51,03 |       |
| 7.      | 6   | Rosja             | Wieronika Popowa (1:57,52) Wiktorija Andriejewa (1:58,10) Darja Ustinowa (1:59,54) Arina Opionyszewa (1:58,10) | 7:53,26 |       |
| 8.      | 1   | Japonia           | Chihiro Igarashi (1:57,85) Sachi Mochida (2:02,00) Tomomi Aoki (1:58,66) Rikako Ikee (1:58,25)                 | 7:56,76 |       |